# André-Michel Ventre
André-Michel Ventre est un haut fonctionnaire et syndicaliste français né vers 1949.

## Carrière
En 1975, il entre dans la police comme commissaire.
De 1984 à 1989, il est Chef de la sûreté urbaine de Versailles. De 1989 à 1990, il est Chef de la sûreté urbaine de Grenoble. De 1994 à 1997, il est élu secrétaire général adjoint du syndicat des commissaires et haut fonctionnaire de la police nationale (SCHFPN). De 1997 à 2003 il devient secrétaire général du SCHFPN. De 2003 à 2006, il est contrôleur général des services actifs de la police nationale, directeur central adjoint de la police aux frontières
de 2006 à 2009, il est inspecteur général des services actifs de la police nationale,
par un décret du 24 avril 2009, il est nommé directeur de l'Institut national des hautes études de sécurité.
Par décret du Président de la République en date du 31 décembre 2009, il est nommé directeur de l'Institut national des hautes études de la sécurité et de la justice (INHESJ) à compter du 1er janvier 2010.

## Publications
- Alain Bauer et André-Michel Ventre, Les polices en France, P.U.F, coll. « Que sais-je ? », 2001
- Alain Bauer, Christophe Soullez et André-Michel Ventre, Mieux contrôler les fichiers de police pour protéger les libertés, 11 juin 2009, broché

## Distinctions
- Officier de la Légion d'honneur[7]